# قیام عثمان
قیام عثمان (به ترکی استانبولی: Kuruluş Osman)، یک مجموعه تلویزیونی ساخت ترکیه، به کارگردانی متین گونای است که قسمت اول آن، در تاریخ ۲۰ نوامبر ۲۰۱۹ منتشر شد. فیلم‌نامه این سریال را مهمت بوزداغ به رشته تحریر درآورده‌است و این سریال در ایران نیز با نام «قیام عثمان» از مرداد ماه ۱۳۹۹، روی پلتفرم های آنلاین تماشای فیلم و سریال از جمله نماوا و فیلیمو در دسترس قرار گرفت. این سریال روایتگر سال‌های پر فراز و نشیب زندگی عثمان یکم پسر ارطغرل و حلیمه خاتون و چگونگی تأسیس سلسله عثمانی است.

## داستان
قیام عثمان روایتگر جنگ‌های داخلی و خارجی عثمان یکم (مشهور به عثمان غازی) و چگونگی تأسیس و پایه‌گذاری امپراتوری عثمانی است و مبارزات او علیه بیزانس و ایلخانان مغول را به تصویر می‌کشد و اینکه چگونه او توانست استقلال حکومت خود را از  سلجوقیان روم به دست آورد و یک کشور مستقل ایجاد کند که در مقابل امپراتوری بیزانس و مغول بایستد و فخرآور ترکان باشد.
در این مجموعه، شخصیت عثمان در مسیر خود با دشمنان و خائنان زیادی روبه‌رو می شود و فیلم نشان می‌دهد که او چگونه توانسته با کمک یاران وفادار، خانواده و سربازانش بر این موانع غلبه کند و ماموریت خود را انجام دهد.

## بازیگران و شخصیت‌‌های سریال
- بوراک اوزچیویت - عثمان یکم
- بوراک چلیک -گوگتوغ
- اوزگه تورر - رابعه بالاخاتون
- یلدیز چاغری آتیکسوی - مالحون خاتون
- نورالدین سونمز - بامسی
- راگیپ ساواش - دوندار خان
- ساروهان هونل - علیشار
- اسماعیل حقی - سامسا
- طغرل چتینر - یانیس
- آیشگول گونای - زهره خاتون
- آلما ترزیچ - سوفیا
- امره باسالاک - گوندوز خان
- عبدل سوسلر - کالونوز
- ارن حاجیصالح‌اغلو - باتور
- بوسه ارسلان - آی‌گل خاتون
- آسلیهان کارالار - بورچین خاتون
- اوور اسلان - نظام‌الدین
- آچلیا اوزجان - عایشه خاتون
- امل دده - غنچه
- ییت اوچان - بوران
- علی سینان دمیر - تورسون
- شوکت چاپکون‌اغلو - مگالا
- آیشن گورلر - هلن
- یاشار آیدن‌اغلو - یورگوپولوس
- ارن ووردم - کونور آلپ
- جونیت آرکین- ای‌بی

## بازخورد

### ترکیه
سریال قیام عثمان در ترکیه با استقبال خوبی روبرو شد. در دسامبر ۲۰۱۹، قیام عثمان در شبکه ATV ترکیه، رکورد پربیننده‌ترین سریال را به خود اختصاص داد. مهمت بوزداغ تهیه‌کننده سریال، ادعا کرد که این برنامه در آلبانی، جایی که «عثمانی» نامیده می شود نیز، موفقیت بزرگی داشته‌است. در ژانویه ۲۰۲۱، این برنامه که یکی از محبوب‌ترین برنامه های ترکیه بود، پخش خود را در خاورمیانه در نور پلی آغاز کرد.

### ایران
این سریال در مرداد ماه ۱۳۹۹، در ایران نیز با همان نام «قیام عثمان» روی پلتفرم های آنلاین تماشای فیلم و سریال، از جمله نماوا و فیلیمو پخش و از آن استقبال شد.

### افغانستان
این سریال از محبوب‌ترین سریال‌های ترکی در افغانستان است و بینندگان زیادی در این کشور دارد.

### پاکستان
این سریال در پاکستان نیز بسیار موفق بوده است و قسمت ۵۹ آن رکورد پربیننده‌ترین سریال را در پاکستان شکست. عثمان مسلمان است وشاید شما نگوید مسلمان است جان لالا

## جدول انتشار
| فصل | قسمت‌ها | قسمت‌ها | تاریخ اصلی روی آنتن رفتن | تاریخ اصلی روی آنتن رفتن |
| فصل | قسمت‌ها | قسمت‌ها | اولین بار                | آخرین بار                |
| --- | ------ | ------ | ------------------------ | ------------------------ |
| ۱   | ۲۷     | ۲۷     | ۲۰ نوامبر ۲۰۱۹           | ۲۴ ژوئن ۲۰۲۰             |
| ۲   | ۳۷     | ۳۷     | ۷ اکتبر ۲۰۲۰             | ۲۳ ژوئن ۲۰۲۱             |
| ۳   | ۳۴     | ۳۴     | ۶ اکتبر ۲۰۲۱             | ۱۵ ژوئن ۲۰۲۲             |
| ۴   | ۳۲     | ۳۲     | ۵ اکتبر ۲۰۲۲             | ۱۴ ژوئن ۲۰۲۳             |
| ۵   | ۳۴     | ۳۴     | ۴ اکتبر ۲۰۲۳             | ۱۲ ژوئن ۲۰۲۴             |